# Raión de Výgonichi
El raión de Výgonichi (ruso: Вы́гоничский райо́н) es un distrito administrativo y municipal (raión) ruso perteneciente a la óblast de Briansk. Se ubica en el este de la óblast. Su capital es Výgonichi.
En 2021, el raión tenía una población de 19 421 habitantes.
El raión comprende un conjunto de áreas, principalmente rurales, ubicadas entre 10 y 50 km al suroeste de la capital regional Briansk. El raión está atravesado de noreste a suroeste por la carretera y el ferrocarril que unen Briansk con Gómel.

## Subdivisiones
Comprende el asentamiento de tipo urbano de Výgonichi (la capital) y los asentamientos rurales de Kókino, Krásnoye, Órmenka, Sosnovka, "Utýnskoye" (con sede en Desnianski), Jmélevo y Jútor-Bor. Estas ocho entidades locales suman un total de 83 localidades.